# Забавчук Микола Миколайович

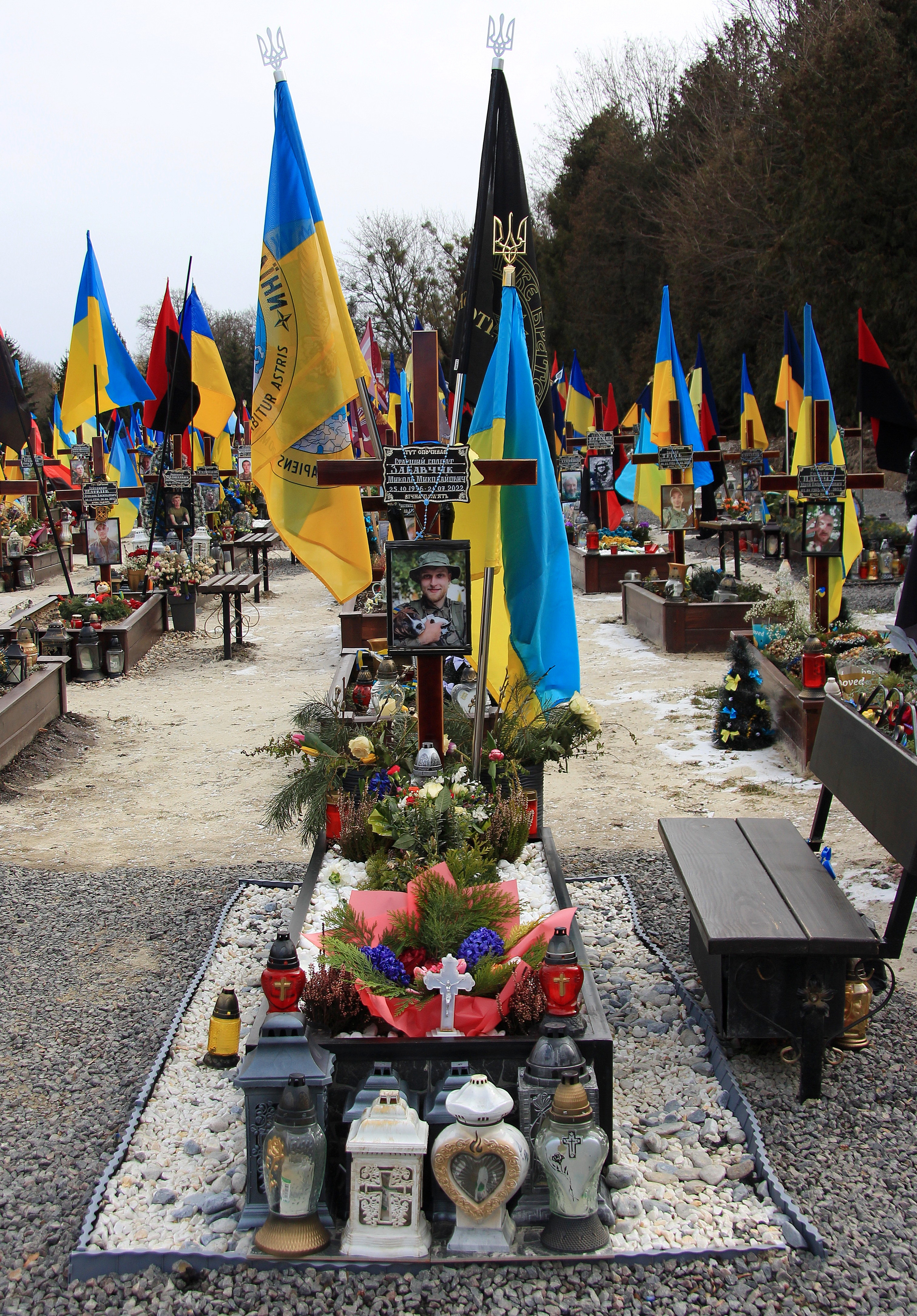

Мико́ла Микола́йович Забавчу́к (позивний «Білий»; 25 жовтня 1996, м. Львів — 21 липня 2022, біля м. Краматорськ, Донецька область) — український спортсмен, кандидат у майстри спорту з паверліфтингу та кікбоксингу, чемпіон України з кікбоксингу серед юніорів, військовослужбовець, старший солдат 125 ОБрТрО Збройних сил України, учасник російсько-української війни. Кавалер ордена «За мужність» III ступеня (2023, посмертно).
Чемпіон Львівської області та переможець «Кубку Галичини» з кікбоксингу, фіналіст Чемпіонату України.

## Життєпис
Микола Забавчук народився 25 жовтня 1996 року в місті Львові.
З 5 років займався гімнастикою, айкідо, боксом і кікбоксингом. Фанат футбольного клубу «Карпати» (Львів).
Навчався в ліцеї № 21 м. Львова. Закінчив Національний університет «Львівська політехніка». Був спортсменом клубу єдиноборств «Triumph martial arts Gym» та інженером у львівському стрілецькому стенді, цікавився ІТ.
З початком повномасштабного російського вторгнення в Україну 2022 року пішов на фронт. Проходив службу у складі 125-ї окремої бригади територіальної оборони. Загинув 21 липня 2022 року під час артилерійського обстрілу біля м. Краматорськ на Донеччині.
Похований 26 липня 2022 року на Полі Почесних поховань 86-А Личаківського цвинтаря.
Залишилися батьки, сестра та наречена.

## Нагороди
- орден «За мужність» III ступеня (23 лютого 2023, посмертно) — за особисту мужність і самовідданість, виявлені у захисті державного суверенітету та територіальної цілісності України, вірність військовій присязі[5].

## Вшанування пам'яті
На згадку про Миколу родина неподалік свого будинку висадила клен.
Постать Миколи представлена на фотовиставці «Янголи спорту» Спортивного комітету України.